# Marie de Garis
Marie de Garis MBE (nascida Le Messurier; 15 de junho de 1910 – 10 de agosto de 2010) foi uma autora e lexicógrafa de Guernsey, que escreveu o Dictiounnaire Angllais-Guernésiais (Dicionário Inglês-Guernésiais), cuja primeira edição foi publicada em 1967. Este novo trabalho largamente ultrapassada por o Dictionnaire Franco-Normand de George Métivier.
Marie nasceu em 15 de junho de 1910 em Saint Peter, Guernsey, ela publicou Folklore de Guernsey (1975) e o Glossário de Guernsey. Ela atuou como presidente da La Société Guernesiaise e da Assembleia de Guernesiais.
Em 1999, Garis recebeu um Ordem do Império Britânico (MBE) por suas contribuições para a preservação da cultura de Guernsey. Ela completou 100 anos em 2010.

## Morte
De Garis morreu nas primeiras horas do dia 10 de agosto de 2010 após ser internada no Hospital Princesa Elizabeth em Saint Andrew, Guernsey.